# عربی بدوی
عربی بدوی یا عربی شمال غرب عربستان یک زیرگروه پیشنهادی زبان عربی است که شامل گویش‌های سنتی بادیه‌نشینان شبه‌جزیره سینا، صحرای شرقی، صحرای نگب، جنوب اردن و گوشهٔ شمال غربی عربستان سعودی می‌شود. این گویش ویژگی‌هایی را از زبان نیاعربی حفظ کرده‌است که در سایر گویش‌های عربی از میان رفته‌اند.

## وام‌واژه‌ها
بیشتر وام‌واژه‌های عربی بدوی از ترکی، فارسی یا عربی کهن گرفته شده‌اند.
| واژه در عربی بدوی             | برابر در عربی معیار |
| ----------------------------- | ------------------- |
| ودّی (بدّی)                     | أرید                |
| شنو؟                          | ماذا؟               |
| شلونک؟ شحالک؟ شخبارک؟         | کیف حالک؟           |
| شبیک؟ علامک؟                  | ماذا بک؟            |
| هین                           | هنا                 |
| قادْ - هناک                    | هنالک               |
| هیچ یا چی                     | هکذا                |
| مآبی یا مابو                  | لا یوجد             |
| ألحز                          | الآن                |
| یوال                          | أیها الشخص          |
| علیش                          | علی ماذا            |
| کاروک                         | رفش                 |
| قزمة                          | معول                |
| بریج - دلة - چیدان - براد     | إبریق الشای         |
| جورة                          | حفرة                |
| لفة                           | شطیرة (سندویش)      |
| جزدان یا جسطان                | محفظة جیب           |
| خاشوکة                        | ملعقة               |
| هسه (رایج در دیرالزور و حسکه) | الآن                |
| مزبد                          | أداة لحفظ الزبدة    |